# Monopsiquismo
El  monopsiquismo (del griego "μόνος", que significa solo o único, y de "ψυχή", que significa alma) es una corriente que defiende la existencia de una única alma supraindividual, y que por ello las almas individuales no son más que diferentes manifestaciones de esta única alma.
En filosofía y en teología, el monopsiquismo surgió por lo general como consecuencia de la elaboración de la idea aristotélica sobre la existencia de un único entendimiento agente, llamada también razón universal.
El filósofo cordobés Averroes (1126-1198) defendió esta concepción, heredada de la enseñanza de Aristóteles, a quien estudió, a pesar de ser contraria a las religiones monoteístas (la vida eterna de cada alma: pena o salvación). Considerar verdaderos razonamientos y revelaciones, fruto unos de la razón y los otros de la fe a la vez, es característico de este autor y se denomina doble verdad, si bien en realidad nunca defendió esa teoría, ya que consideraba que la verdad era una, a la que se podía llegar por varios caminos o vías. Las ideas de Averroes fueron recogidas por el filósofo medieval Sigerio de Brabante, maestro en la Universidad de París, sobre todo al comentar el Libro III del De anima de Aristóteles. Luego de ello, Sigerio evolucionó, apartándose paulatinamente del monopsiquismo, como ya indica su obra De anima intellectiva.
En la Europa medieval, la Iglesia se opuso específicamente a los "averroístas latinos" como  Sigerio de Brabante, pretendiendo detener la difusión de algunas de las doctrinas de Aristóteles, en especial aquellas que se ocupaban de la ciencia física. Las Condenas de la Universidad de París fueron promulgadas para censurar, entre otras, estas enseñanzas.
Esta idea de la doble verdad fue también rechazada por Tomás de Aquino, quien escribió el tratado De unitate intellectus contra Averroistas contra el monopsiquismo, básicamente en la versión de Sigerio.